# UBC Münster
El Universitäts Basketball-Club Münster, conocido como UBC Münster o WWU Baskets Münster, es un equipo de baloncesto alemán con sede en la ciudad de Münster, que compite en la ProB, la tercera división de su país. Disputa sus partidos en el Universitatsportshalle.

## Historia
El UBC Münster fue fundado en 1961 bajo el nombre de  University Basketball Club Münster. En 1963, un equipo de voleibol se unió al UBC Münster y el club pasó a denominarse USC Münster (University Sports Club Münster). En 1970 y en 1974 lograron acceder a categoría nacional, a la 2.Basketball Bundesliga, pero volvieron rápidamente a categoría regional, algo que volvió a producirse en el año 2000.
Tras muchos años en la Regionalliga, incluso en la 2.Regionalliga, en la temporada 2017-18 lograron el ascenso a la ProB.

## Trayectoria
| Temporada | Nivel | Liga           | Pos. | Resultado      |
| --------- | ----- | -------------- | ---- | -------------- |
| 2006-07   | 4     | Regionalliga   | 13º  | Descenso       |
| 2007-08   | 5     | 2.Regionalliga | ?    |                |
| 2008-09   | 5     | 2.Regionalliga | 1º   | Ascensocampeón |
| 2009-10   | 4     | Regionalliga   | 1º   |                |
| 2010-11   | 4     | Regionalliga   | 6º   |                |
| 2011-12   | 4     | Regionalliga   | 8º   |                |
| 2012-13   | 4     | Regionalliga   | 7º   |                |
| 2013-14   | 4     | Regionalliga   | 4º   |                |
| 2014-15   | 4     | Regionalliga   | 2º   |                |
| 2015–16   | 4     | Regionalliga   | 2º   |                |
| 2016–17   | 4     | Regionalliga   | 2º   |                |
| 2017-18   | 4     | Regionalliga   | 1º   | Ascensocampeón |
| 2018-19   | 3     | ProB           |      |                |